# Szczawno-Zdrój
Szczawno-Zdrój (in tedesco Bad Salzbrunn, fino al 1935 Ober Salzbrunn) è una città polacca del distretto di Wałbrzych nel voivodato della Bassa Slesia.
Ricopre una superficie di 14,74 km² e nel 2011 contava 5 926 abitanti.